# 占い師 天尽
占い師 天尽（うらないし てんじん）は、2007年1月12日から3月26日まで中部日本放送で放送された、TBSチャンネルで2007年11月4日から2008年1月まで放送されたテレビドラマ。全10話。CBCでのオンエア終了後、gooで有料配信されている 。

## キャスト

### レギュラー
天尽 …片桐仁（ラーメンズ）
占う相手を自らが選ぶという天尽流占いの十三代目候補。下界に降りてタンス屋の「総天」に客人として居候中。
琴美 …矢吹春奈
団吉の孫娘
団吉 …村松利史
タンス屋の主人。天尽のために占いアイテムをつぎつぎと作り出す。

### ゲスト
- 第1話 …愛川ゆず季
- 第2話 …小松彩夏
- 第3話 …ますきあこ
- 第4話 …浜田翔子
- 第5話 …酒井瑛里
- 第6話 …倉科カナ
- 第7話 …二宮歩美
- 第8話 …春名ちさと（現・佐倉知里）
- 第9話・10話 …堀田ゆい夏

### 声の出演
- 十二代目天尽 …市川染五郎

## スタッフ
- 企画・原案・プロデュース…恒吉竹成
- 企画・プロデュース…曾根祥子
- 脚本…増本庄一郎、遠間亮平、福原充則、西村太佑、熊本浩武
- 演出…原田浩一、藤永浩、阿部満良、村上賢司
- 音楽…三善雅己
- 制作…デスペラード、CBC、ウエッジ、アミューズソフトエンタテイメント
- 特別協力…goo
- 制作プロダクション…COCOON

## 放送局
| 放送対象地域 | 放送局        | 放送系列       | 放送期間                     | 放送日時                 |
| ------------ | ------------- | -------------- | ---------------------------- | ------------------------ |
| 中京広域圏   | 中部日本放送  | TBS系列        | 2007年1月12日 -2007年3月26日 | 金曜 26時10分 - 26時50分 |
| 日本全域     | TBSチャンネル | TBS系列        | 2007年11月4日 -2008年1月     | 日曜 25時30分 - 26時00分 |
| 兵庫県       | サンテレビ    | 独立UHF局      | 2008年1月-                   | 日曜 22時00分 - 22時00分 |
| 北海道       | 北海道放送    | TBS系列        | 2011年6月7日 -               | 火曜 25時26分 - 25時56分 |
| 長野県       | 長野朝日放送  | テレビ朝日系列 | 2012年7月7日 -2012年9月22日  | 土曜 25時50分 - 26時20分 |

## DVD
アミューズソフトエンタテインメントから2007年7月27日発売。